# Туровиці (Свентокшиське воєводство)
Туровиці (пол. Turowice) — село в Польщі, у гміні Фалкув Конецького повіту Свентокшиського воєводства.
Населення — 202 особи (2011).
У 1975—1998 роках село належало до Пйотрковського воєводства.

## Демографія
Демографічна структура на день 31 березня 2011 року:
|          | Загалом | Допрацездатний вік | Працездатний вік | Постпрацездатний вік |
| -------- | ------- | ------------------ | ---------------- | -------------------- |
| Чоловіки | 109     | 17                 | 82               | 10                   |
| Жінки    | 93      | 13                 | 54               | 26                   |
| Разом    | 202     | 30                 | 136              | 36                   |